# Tuğçe Şahutoğlu
Tuğçe Şahutoğlu (ur. 1 maja 1988 w Mersinie) – turecka lekkoatletka specjalizująca się w rzucie młotem.
W latach 2004–2006 startowała na mistrzostwach świata juniorów, ale za każdym razem odpadła w eliminacjach. Piąta zawodniczka mistrzostw świata juniorów młodszych z Marrakeszu (2005). W 2012 zajęła piąte miejsce na mistrzostwach Starego Kontynentu w Helsinkach, natomiast na igrzyskach olimpijskich w Londynie nie awansowała do konkursu. Cztery lata później wystartowała w dwóch imprezach: zarówno na mistrzostwach Europy i igrzyskach olimpijskich w Rio de Janeiro, zakończył udział w zawodach na eliminacjach.
Mistrzyni Turcji i medalistka mistrzostw krajów bałkańskich oraz reprezentantka kraju w drużynowych mistrzostwach Europy, pucharze Europy w rzutach i meczach międzypaństwowych.
W 2013 została zdyskwalifikowana na dwa lata za stosowanie dopingu.
Rekord życiowy: 74,17 (19 maja 2012, Izmir) – rekord Turcji.

## Osiągnięcia
| Rok  | Impreza                               | Miejsce        | Pozycja           | Wynik |
| ---- | ------------------------------------- | -------------- | ----------------- | ----- |
| 2004 | Mistrzostwa świata juniorów           | Grosseto       | el. – 28. miejsce | 50,07 |
| 2005 | Mistrzostwa świata juniorów młodszych | Marrakesz      | 5. miejsce        | 54,78 |
| 2006 | Mistrzostwa świata juniorów           | Pekin          | el. – 15. miejsce | 56,85 |
| 2010 | Zimowy puchar Europy w rzutach        | Arles          | 8. miejsce        | 58,64 |
| 2010 | I liga drużynowych mistrzostw Europy  | Budapeszt      | 8. miejsce        | 57,72 |
| 2011 | I liga drużynowych mistrzostw Europy  | Izmir          | 7. miejsce        | 62,11 |
| 2012 | Zimowy puchar Europy w rzutach        | Bar            | 7. miejsce        | 66,21 |
| 2012 | Mistrzostwa Europy                    | Helsinki       | 5. miejsce        | 70,21 |
| 2012 | Igrzyska olimpijskie                  | Londyn         | el. – 21. miejsce | 67,58 |
| 2016 | Puchar Europy w rzutach               | Arad           | 7. miejsce        | 66,45 |
| 2016 | Mistrzostwa Europy                    | Amsterdam      | el. – 28. miejsce | 62,37 |
| 2016 | Igrzyska olimpijskie                  | Rio de Janeiro | el. – 21. miejsce | 67,05 |
| 2017 | Puchar Europy w rzutach               | Las Palmas     | 11. miejsce       | 64,88 |
| 2021 | Igrzyska olimpijskie                  | Tokio          | el. – 27. miejsce | 66,06 |